# Бельке Густав (дипломат)
Гу́став Бе́льке (* 1618 — † 1661) — шведський дипломат.
У 1655—1656 роках очолював шведське посольство у Москві. Виконуючи доручення короля Карла X Густава, Бельке не визнав козаків за підданих московського царя, продовжуючи вважати Україну повністю незалежною державою. Така позиція Швеції щодо України стала однією з причин оголошення 1656 року війни з Москвою.